# Gostinja
Gostinja (bułg. Гостиня) – wieś w północnej Bułgarii, w obwodzie Łowecz, w gminie Łowecz.
Leży 10 km od Łoweczu. Obszary koło wsi są zalesione.